# دختر طبقه پایین (مانهوا)
دختر طبقه پایین (انگلیسی: The Girl Downstairs) یا لی دو نا! (کره‌ای: 이두나!; لاتین‌نویسی اصلاح‌شده: Iduna!) یک مانهوای کره جنوبی منتشر شده به صورت وب‌تون به نویسندگی و تصویرگری مین سونگ آه است. این وب‌تون به صورت سریالی‌شده در پلتفرم وب‌تون ناور کورپوریشن به نام ناور وب‌تون از ژوئیه ۲۰۱۹ تا ژوئیه ۲۰۲۲ منتشر و سپس تمام چپترها جمع‌آوری و در سه جلد منتشر شد. این وب‌تون به زبان انگلیسی در لاین وب‌تون منتشر شد. یک مجموعه انیمه از این وب‌تون به زبان چینی در بیلیبیلی در ۲۰ آوریل ۲۰۲۳ منتشر شد. یک مجموعه لایو اکشن اقتباسی از این وب‌تون به نام دونا! در ۲۰ اکتبر ۲۰۲۳ در نتفلیکس منتشر شد.

## رسانه

### مانهوا
مین سونگ آه دختر طبقه پایین را در پلتفرم وب‌تون ناور کورپوریشن به نام ناور وب‌تون در ۱۷ ژوئیه ۲۰۱۹ آغاز کرد.

#### فهرست جلدها
| شماره | تاریخ انتشار کره‌ای | شابک کره‌ای             |
| ----- | ------------------ | ---------------------- |
| 1     | ۲۵ ژوئیه ۲۰۲۳      | شابک ‎۹۷۹−۱−۱۶۷−۷۹۲۸۱−۵ |
| 2     | ۲۵ ژوئیه ۲۰۲۳      | شابک ‎۹۷۹−۱−۱۶۷−۷۹۲۸۲−۲ |
| 3     | ۳۰ اوت ۲۰۲۳        | شابک ‎۹۷۹−۱−۱۶۷−۷۹۲۹۰−۷ |